# Асуара
Асуара (ісп. Azuara) — муніципалітет в Іспанії, у складі автономної спільноти Арагон, у провінції Сарагоса. Населення — 701 особа (2010).
Муніципалітет розташований на відстані близько 260 км на схід від Мадрида, 43 км на південь від Сарагоси.

## Демографія
Динаміка населення (INE ):